# 디노피시스강
디노피시스강(Dinophyceae)은 와편모충류 분류군의 하나이다. 페리디니움강(Peridinea)으로 분류하기도 한다.

## 하위 분류
- 유각 와편모충류
  - 디노피시스목 (Dinophysiales 또는 Dinophysida) - 379종[1]
  - 고니아울락스목 (Gonyaulacales 또는 Gonyaulacida) - 550종[1]
  - 페리디니움목 (Peridiniales 또는 Peridiniida) - 1086종[1]
  - 프로로켄트룸목 (Prorocentrales 또는 Prorocentrida) - 98종[1]
- 무각 와편모충류
  - 김노디니움목 (Gymnodiniales 또는 Gymnodiniida) - 740종[1]
  - 수에시아목 (Suessiida) - 60종[1]
- 기타
  - 블라스토디니움목 (Blastodiniales 또는 Blastodinida) - 7종[1]
  - 하플로준목 (Haplozoonales) - 14종[1]
  - 피로키스티스목 (Pyrocystales 또는 Pyrocystida) - 20종[1]